# Fundtruck
 (février 2020).
Le Fundtruck est un concours national de startup organisé par Sowefund qui se déroule sous forme d'un roadshow[Quoi ?] depuis 2015. 

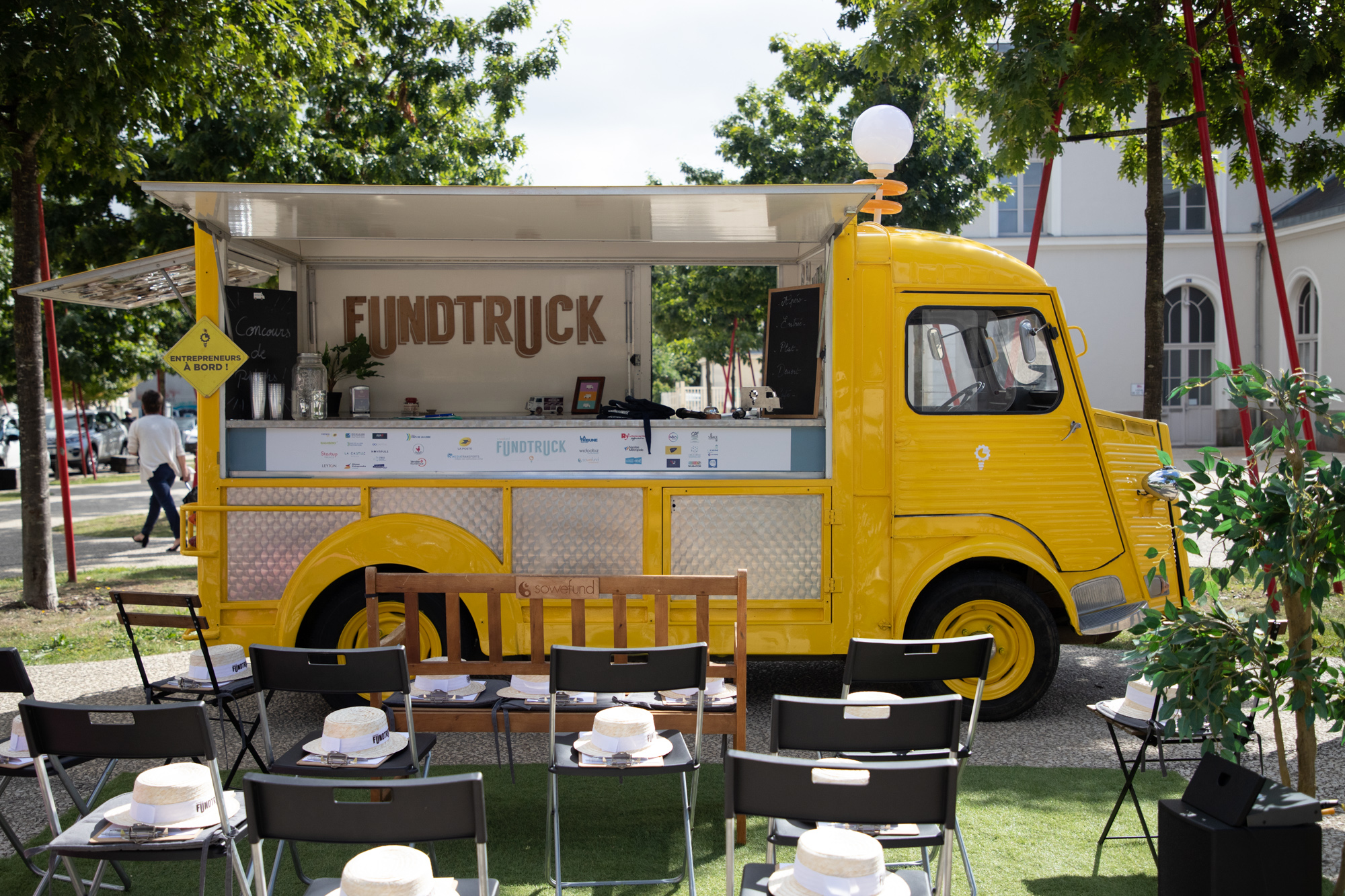

L'événement vise à promouvoir l'entrepreneuriat et à accroitre la visibilité des jeunes entreprises. Le concept est simple, de jeunes entrepreneurs en levée de fonds montent à bord du Fundtruck et pitch leur projet dans différents territoires devant les membres de l'écosystème entrepreneurial.

## Historique
En 2015, le Fundtruck a fait étape place de la Bastille, place de la République, devant la BPI France (place de la Bourse), au pied de la tour Engie à la défense, devant les locaux du journal Le Parisien, dans la cour d'honneur du Ministère de l'Économie et des Finances, place de la Madeleine et à l'école ESCP.
En 2016, le Fundtruck a fait étape au pied de la tour Engie, à Novancia, lors de l'événement Futur en Seine, à Business France et de nouveau au Ministère de l'Économie et des Finances. 
En 2017, le Fundtruck a pris la route des régions direction Nantes, Bordeaux et Lille. Le concours a également eu lieu à Paris,.

## Le Principe
Un appel à projets est ouvert à tous les porteurs de projets en recherche de financement. Chaque entrepreneur est invité à porter sa candidature sur le site de l'organisateur.
Dans chaque ville, 5 entrepreneurs pitch devant un jury composé pour l'occasion. À l'issue de l'étape, un seul finaliste par ville accède à la finale régionale. Ensuite un seul entrepreneur représente sa région lors de la Grande Finale.

## Les gagnants du Fundtruck
- DigiFood - gagnant de la Saison 2 pour la Région Île de France
- Mini Green Power - gagnant de la Saison 3 pour la Région Provence Alpes Côte d'Azur
- Jho - gagnant de la Saison 4 pour la Région Pays de la Loire
- Toopi Organics - gagnant de la Saison 5 pour la Région Nouvelle Aquitaine
- Bodyguard - gagnant de la Saison 6 pour la Région Provence Alpes Côte d'Azur
- Elzeard & FeedMi - gagnants de la Saison 7 pour les régions Nouvelle-Aquitaine et Hauts de France
- Circul'Egg - gagnant de la Saison 8 pour la région Île de France